# صخره‌ماهی دماغه
صخره‌ماهی دماغه (نام علمی: Sebastes capensis) نام یک گونه از سرده صخره‌ماهی است.